# Mocara
Mocara es un caserío peruano ubicado en el distrito de Catacaos, perteneciente a la provincia y departamento de Piura, al norte del Perú. 

## Ubicación
Mocara se ubica al oeste de la provincia de Piura, en el distrito de Catacaos, en el departamento de Piura.

## Demografía
En 2017 Mocara tenía una población de 289 habitantes.
| Gráfica de evolución demográfica de Mocara entre 1993 y 2017 |
|                                                              |
| Fuentes: Población 1993 y 2017                               |